# TER Nouvelle-Aquitaine

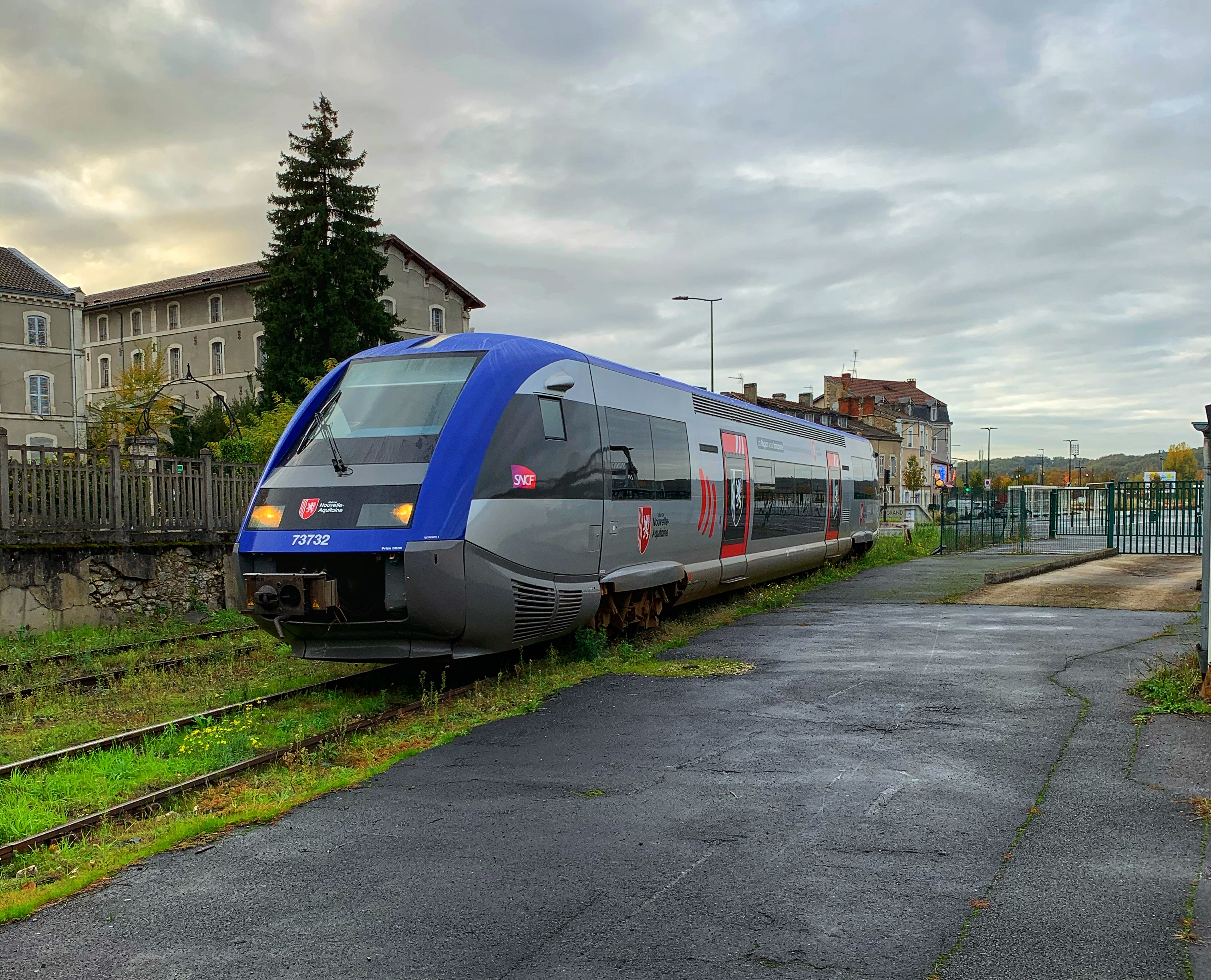
Een trein in het station Périgueux, in de kleuren van de regio Nouvelle-Aquitaine

De TER Nouvelle Aquitaine is het vervoersnetwerk van de regio Nouvelle-Aquitaine. Het bedient onder meer de steden La Rochelle, Poitiers, Limoges, Bordeaux, Bayonne en Pau.
Het netwerk ontstond uit de fusie van de vervoersnetwerken TER Aquitaine, TER Limousin en TER Poitou-Charentes, als gevolg van de samenvoeging van de regio's zelf.

## Geschiedenis
De fusie van de drie administratieve regio's Aquitaine, Limousin en Poitou-Charentes vond plaats op 16 januari 2015. De TER Nouvelle-Aquitaine, die de oude netwerken TER Aquitaine, TER Limousin en TER Poitou-Charentes samenbrengt werd pas effectief in 2017.
Op 18 september 2018 protesteert de regio tegen de SNCF omdat deze de treinen wil laten rijden zonder controleur. De regio eist dat er controleurs in de treinen aanwezig zijn om fraude te voorkomen en om kaartjes te verkopen.

Kaart van de spoorwegen in Nouvelle-Aquitanië (toestand 2020), waarvan het grootste deel wordt gebruikt door commerciële TER-verbindingen

## TER verbindingen

### Per spoor
De regio Nouvelle-Aquitaine beschikt over 3 600 kilometer spoorlijnen waaronder 249 kilometer aan hogesnelheidslijn (LGV Sud Europe Atlantique) die Bordeaux via de LGV Atlantique met Parijs verbindt. Er zijn 308 stations en haltes. De regio wordt doorkruist door  TGV, Intercités en TER-treinen.

### Per bus
Op verschillende lijnen wordt de treindienst aangevuld met busdiensten.

## Rollend materieel
Al het rollend materieel van de TER Nouvelle-Aquitaine is overgenomen van de TER-toewijzingen aan de voormalige regio's Aquitaine, Poitou-Charentes en Limousin.
Overzicht van het materieel op 5 april 2019, in totaal 207 treinstellen:
| Serie   | Samenstelling | STF SAQ | STF SMP | Totaal |
| ------- | ------------- | ------- | ------- | ------ |
| BB 7200 | –             | –       | 4       | 4      |
| B81500  | 3-ledig       | 52      | –       | 52     |
| B82500  | 4-ledig       | 10      | –       | 10     |
| B84500  | 4-ledig       | 20      | –       | 20     |
| X72500  | 2-ledig       | 24      | –       | 24     |
| X73500  | Monobox       | 51      | –       | 51     |
| Z51500  | 4-ledig       | 22      | –       | 22     |
| Z56300  | 6-ledig       | 24      | –       | 24     |

De vloot wordt beheerd door een Supervisions techniques de flotte (STF)
- SAQ : STF Aquitanië ( Bordeaux, Limoges, Poitiers )
- SMP : STF Midi-Pyrénées ( Toulouse )

## Visuele identiteit
Vanaf  september 2018, werd een nieuwe kleurstelling, in de kleuren van de regio Nouvelle-Aquitaine uitgevoerd op de B 84500  .

## Projecten

### Lijnen
De regio heeft enkele projecten lopen om TER-lijnen per spoor te onderhouden en te heropenen, waaronder
- de heropening van de lijn  Pau - Canfranc die is begonnen in januari 2018 na de heropening van het verkeer van Oloron-Sainte-Marie naar Bedous in juni 2016[4]

### Passagiersinformatie
In 2017 werden nieuwe informatieborden voor de reizigers geïnstalleerd op de lijnen  16, 17, 24, 26, 32 en 47.

### Materieel
In 2018 waren er verschillende projecten voor het materieel lopend:
- De oprichting van één technisch toezicht op de vloot op het niveau van de regio Nouvelle-Aquitaine[5] .
- Het samenvoegen van verschillende voertuigenparken van dezelfde serie[5] .
- De fusie van de 2 tractievestigingen[5] .
- De oprichting van één enkele inrichting voor het beheer van de 3 onderhoudssites[5] .

### Gerelateerde artikelen
- TER
- TER Aquitaine
- TER Limousin
- TER Poitou-Charentes